# کورتوجهی
کورتوجهی یا نابینایی ادراکی زمانی اتفاق می‌افتد که فرد قادر به درک محرک غیرمنتظره در ناحیه دیداری خود نیست که صرفاً به دلیل کمبود توجه است و نه نقصان سیستم عصبی و کارکردی بینایی. معمولاً به دلیل اینکه توجه به همه محرک‌ها در یک زمان واحد غیرممکن است «کورتوجهی» رخ می‌دهد، زیرا به دلیل حجم بالای اطلاعات محیطی افراد قادر به دیدن تمامی اجسام یا محرک‌های غیرمنتظره حتی «برجسته» به‌طور همزمان نیستند.
این اصطلاح توسط Arien Mack و Irvin Rock در سال ۱۹۹۲ ابداع شد و به عنوان عنوان کتابی به همین نام استفاده شد که در سال ۱۹۹۸ توسط مطبوعات MIT منتشر شد. که در آن نحوه کشف این پدیده حوزه شناختی را توصیف می‌کند و شامل مجموعه ای از روشهای مورد استفاده در توصیف آن می‌باشد. یک مطالعه مشهور که نشان دهنده کورتوجهی بود، از شرکت کنندگان پرسیده شد که آیا آنها متوجه گوریل در صحنه تصویری شده‌اند که نیمی از آنها در حین شمارش تعداد دفعات رد و بدل شدن توپ از وجود گوریل بی اطلاع بودند!

## تعریف‌ها
معیارهای زیر برای طبقه‌بندی یک رویداد تعریف آن به‌عنوان کورتوجهی مورد نیاز است: ۱) ناظر باید یک شی دیداری یا یک رویداد را مشاهده نکند، ۲) جسم یا آزمایش باید کاملاً قابل مشاهده باشد، ۳) ناظران باید بتوانند به راحتی و در صورت توجه به‌طور آگاهانه آن را درک کنند، و ۴) واقعه باید غیرمنتظره باشد و عدم دیدن آن یا رویداد باید به دلیل جلب توجه به سایر جنبه‌های صحنه دیداری باشد. افرادی که کورتوجهی را تجربه می‌کنند معمولاً از این تأثیر بی اطلاع هستند.
کورتوجهی مربوط به فقدان آگاهی‌های دیداری مانند کورتوجهی در تغییر change blindness، کورتوجهی در تکرار repetition blindness، و کورتوجهی آنی attentional blink است. جنبه اصلی کورتوجهی که آن را از سایر اختلالات و نقصان آگاهی متمایز می‌کند، بر این واقعیت است که محرک غیرمنتظره است. بسیار مهم است که تصدیق کنیم کورتوجهی به عدم حضور آگاهانه در مورد عدم وجود پردازش شناختی نسبت داده می‌شود.

### غفلت نیمکره

انیمیشن لوب آهیانه (قرمز) نیمکره چپ مغز.

تحقیقات نشان داده‌است که به نظر می‌رسد برخی از جنبه‌های سندرم غفلت نیمکره مشابه افراد عادی در حالت کورتوجهی است. در غفلت، بیماران مبتلا به ضایعات قشر آهیانه ای قادر به پاسخ دادن و گزارش محرکهای ارائه شده در سمت مقابل نیستند. یعنی به نظر می‌رسد که آنها از نظر عملکرد نسبت به طیف وسیعی از محرک‌ها کور هستند. از آنجا که چنین ضایعاتی منجر به نقص حسی نمی‌شود، نقصان‌ها از نظر عدم پردازش در حوزه توجه توضیح داده شده‌است، که قشر آهیانه ای نقش زیادی در آنها دارد. این دو پدیده شباهت زیادی با یکدیگر دارند، زیرا در هر دو مورد محرک‌ها قابل درک هستند اما به دلیل عدم توجه گزارش نمی‌شوند.

### به چشم نیامدن
در پدیده به چشم نیامدن، بیماران می‌توانند وجود یک محرک ارائه شده در طرف آسیب دیده را گزارش دهند، اما در صورت ارائه همزمان یک محرک دوم در همان طرف (همان طرف)، در تشخیص آن ناکام می‌مانند. مفهوم «به چشم نیامدن» در زمینه‌های مرتبط با توجه بنام نظریه رقابت هدفمند (Biased Competition Theory) مطرح شد زمانی که از بیمارانی که دارای آسیب لوب آهیانه ای خواستند تا پس از مشاهده عکس خورشید تصویر دیگری را گزارش کنند با کمال توجه دیدند که تصویر یک قورباغه در سمت چپ خورشید توسط بیماران گزارش نمی‌شود.